# Louis Jourdan
Louis Jourdan, geboren als Louis Gendre (Marseille, 19 juni 1921 – Beverly Hills, 14 februari 2015) was een Frans filmacteur, onder meer bekend van zijn rollen in Gigi, The Best of Everything en de James Bondfilm Octopussy

## Biografie

### Vroege jaren
Jourdan werd geboren als de zoon van Yvonne Jourdan en Henry Gendre, een hoteleigenaar. Hij volgde onderwijs in Frankrijk, Turkije en Engeland, en nam acteerlessen aan de École dramatique in Parijs. In 1939 maakte hij zijn acteerdebuut.
Tijdens de Duitse bezetting van Frankrijk in de Tweede Wereldoorlog, bleef hij films maken totdat hij werd verplicht om mee te werken aan propagandafilms van de nazi's; hij weigerde en sloot zich aan bij de résistance. Zijn vader werd gearresteerd door de Gestapo. Nadat Frankrijk in 1944 door de geallieerden werd bevrijd, trouwde Jourdan met Berthe Frederique, met wie hij een zoon kreeg.

### Carrière
In 1947 nam hij het aanbod uit Hollywood aan om in The Paradine Case van Alfred Hitchcock te spelen, naast acteur Gregory Peck. Na een aantal Amerikaanse films, waaronder de romantische dramafilm Three Coins in the Fountain (1954), maakte hij zijn debuut op Broadway met een hoofdrol in The Immoralist, een drama van Billy Rose. Vervolgens maakte hij in 1955 zijn Amerikaanse televisiedebuut met de serie Paris Precint.
In de jaren 50 was hij te zien in een aantal internationale films, waaronder La mariée est trop belle met actrice Brigitte Bardot. Een van zijn bekendere rollen had hij in de filmversie van Colettes roman Gigi (1958), waarin hij een hoofdrol vertolkte naast Leslie Caron en Maurice Chevalier. De film won negen Oscars, waaronder die voor Beste Film. In de jaren daarna verscheen Jourdan ook op televisie, zoals in Count Dracula (1977) van de BBC en in de aflevering "Murder Under Glass" van Columbo (1978). Hij had de hoofdrol in de spannende film Run a Crooked Mile (1969).
In 1983 speelde hij de rol van de slechterik Kamal Khan in de James Bondfilm Octopussy, met Roger Moore als James Bond. Een jaar later vertolkte hij de rol van Pierre de Coubertin in The First Olympics: Athens 1896, een televisieserie over de Olympische Zomerspelen 1896.

### Privéleven
Jourdans enige kind, zoon Louis Henry Kourdan, overleed in 1981 aan een overdosis drugs en werd gecremeerd in Los Angeles. Jourdan heeft twee sterren op de Hollywood Walk of Fame, in 6153 en 6445 Hollywood Blvd.
Jourdan verhuisde na de opnames voor zijn laatste film Year of the Comet (1992) naar Zuid-Frankrijk met zijn vrouw Berthe Frederique Jourdan. Met haar is hij ruim 60 jaar getrouwd geweest tot zij in 2014 overleed. Hij overwinterde altijd in zijn huis in Beverly Hills waar hij uiteindelijk op 14 februari 2015 op 93-jarige leeftijd overleed.

## Filmografie (ruime selectie speelfilms)
- 1939 · Le Corsaire (Marc Allégret) (onvoltooid)
- 1940 · La Comédie du bonheur (Marcel L'Herbier) - Fédor
- 1941 · Parade en sept nuits (Marc Allégret)
- 1941 · Premier rendez-vous (Henri Decoin) - Pierre Rougemont
- 1942 · La Belle Aventure (Marc Allégret) - André d'Éguzon
- 1942 · L'Arlésienne (Marc Allégret) - Frédéri
- 1944 · Les Petites du quai aux fleurs (Marc Allégret) - Francis
- 1945 · La Vie de Bohème (Marcel L'Herbier) - Rodolfo
- 1945 · Félicie Nanteuil (Marc Allégret) - Robert de Ligny
- 1947 · The Paradine Case (Alfred Hitchcock) - Andre Latour
- 1948 · Letter from an Unknown Woman (Max Ophüls) - Stefan Brand
- 1948 · No Minor Vices (Lewis Milestone) - Octavio Quaglini
- 1949 · Madame Bovary (Vincente Minnelli) - Rodolphe Boulanger
- 1951 · Bird of Paradise (Delmer Daves) - Andre Lawrence
- 1951 · Anne of the Indies (Jacques Tourneur) - Pierre François LaRochelle
- 1952 · The Happy Time (Richard Fleischer) - Oom Desmond Bonnard
- 1953 · Rue de l'Estrapade (Jacques Becker)
- 1954 · Three Coins in the Fountain (Jean Negulesco) - Prins Dino di Cessi
- 1956 · The Swan (Charles Vidor) - Prof Nicholas
- 1956 · La mariée est trop belle (Pierre Gaspard-Huit) - Michel
- 1958 · Gigi (Vincente Minnelli) - Gaston Lachaille
- 1959 · The Best of Everything (Jean Negulesco) - David Savage
- 1960 · Can-Can (Walter Lang) - Philipe Forrestier
- 1961 · Le Comte de Monte Cristo (Claude Autant-Lara) - Edmond Dantès (de graaf)
- 1962 · Il disordine (Franco Brusati) - Tom
- 1963 · Mathias Sandorf (Georges Lampin) - Mathias Sandorf
- 1963 · The V.I.P.s (Anthony Asquith) - Marc Champselle
- 1966 · Les Sultans (Jean Delannoy) - Laurent Messager
- 1967 · Peau d'espion (Edouard Molinaro) - Charles Beaulieu
- 1978 · Columbo: Murder Under Glass - Paul Gerard
- 1982 · Swamp Thing (Wes Craven) - Dr. Anton Arcane
- 1983 · Octopussy (John Glen) - Kamal Khan
- 1989 · The Return of Swamp Thing (Jim Wynorski) - Dr. Anton Arcane
- 1992 · Year of the Comet (Peter Yates) - Philippe